# Prefectura Shiga

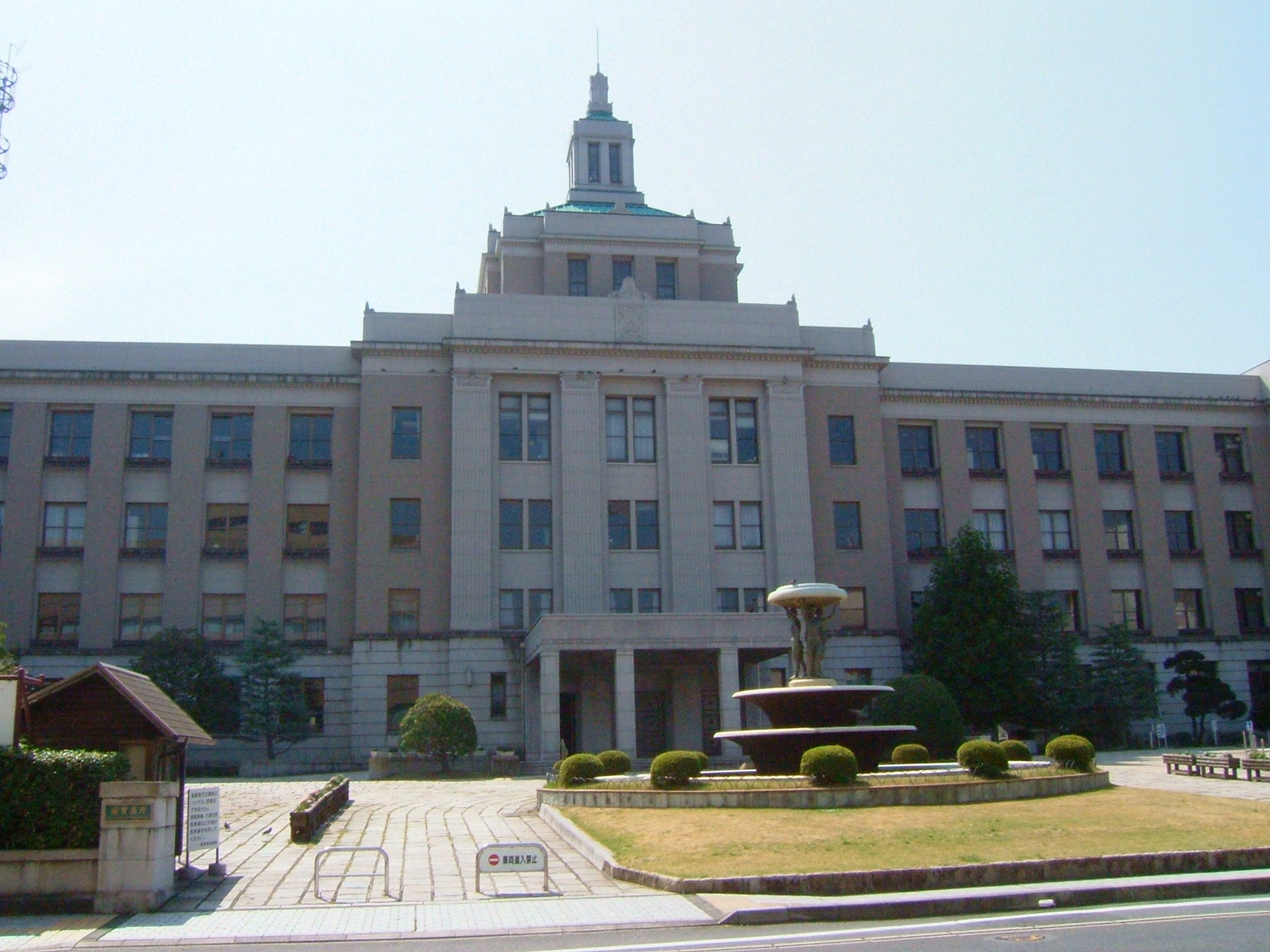
Sediul administrației prefectorale

Prefectura Shiga (滋賀県 Shiga-ken?) este una din prefecturile din Japonia.

## Geografie

Harta prefecturii Shiga

### Municipii

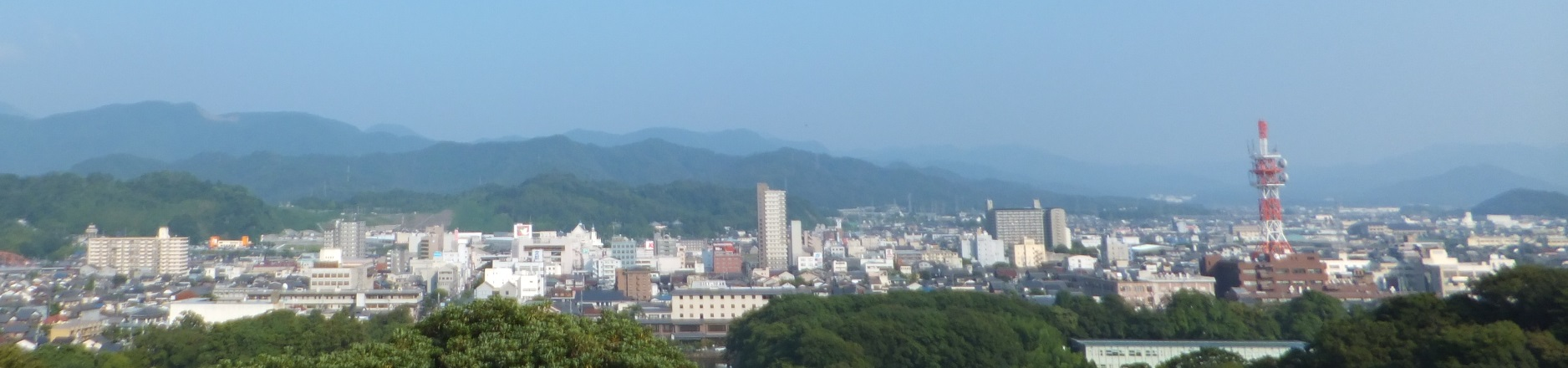
Hikone

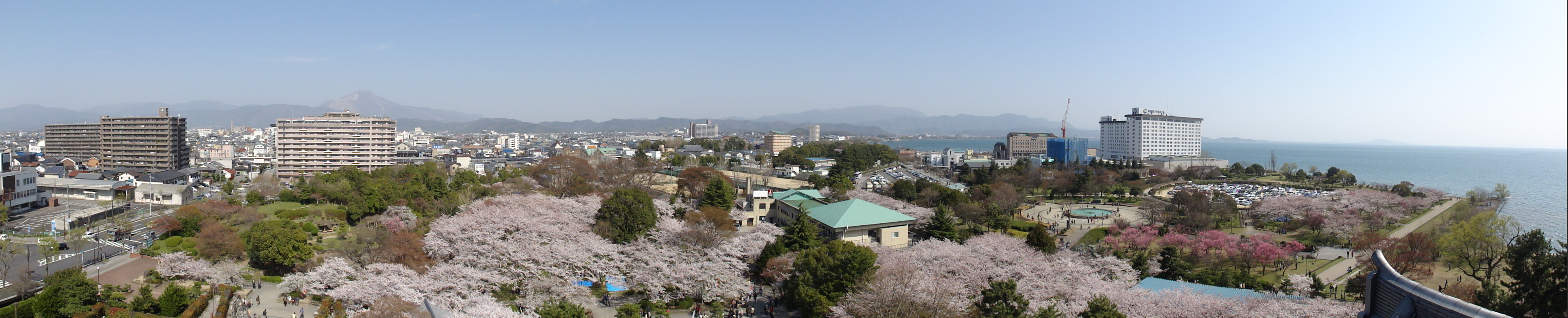
Nagahama

Prefectura cuprinde 13 localități cu statut de municipiu (市):
| - Higashiōmi - Hikone - Kōka - Konan | - Kusatsu - Maibara - Moriyama | - Nagahama - Ōtsu (centrul prefectural) - Ōmihachiman | - Rittō - Takashima - Yasu |